# Rosalind Epstein Krauss
Rosalind Epstein Krauss   (Washington DC, 30 de novembre de 1941) és una crítica d'art, teòrica de l'art i professora a la Universitat de Colúmbia a Nova York. Ha estat durant anys col·laboradora habitual de revistes com Artforum, Art International o Art in America i el 1976 va cofundar la revista October.
Ha escrit diversos articles crítics sobre la modernitat, l'escultura del segle xx, el treball de Picasso o les avantguardes. També ha estat comissària de diverses exposicions.
Entre els llibres que ha publicat, destaquen The Optical Unconscious (1993), The Originality of the Avantgarde and Other Modernist Myths (1985) i A Voyage on the North Sea: Art in the Age of the Post-Medium Condition (2000).